# Oxalis strictula
Oxalis strictula är en harsyreväxtart som beskrevs av Ernst Gottlieb von Steudel. Oxalis strictula ingår i släktet oxalisar, och familjen harsyreväxter. Inga underarter finns listade i Catalogue of Life.